# FileVault
FileVault — система шифрування домашнього каталогу користувача в операційній системі Mac OS X, як алгоритм використовується AES зі стійкістю шифрування 128 біт.
FileVault шифрує виключно домашній каталог користувача, наприклад, /Users/Anton/ і вище. Дані шифруються «нальоту». Як ключ для шифрування використовується пароль для входу користувача в систему. Крім того, є Головний Пароль, за допомогою якого можна отримати дані, навіть якщо пароль користувача втрачено. Починаючи з версії Leopard, зберіганням даних керує система Sparse Bundles (розріджені зв'язки), яка зберігає інформацію «шматками» по 8 МБ.

## Критика
Як зазначалося вище, FileVault (версія 1) дозволяє шифрувати лише домашній каталог. Для шифрування окремих файлів чи всього жорсткого диску потрібно використовувати програмне забезпечення третіх сторін.
Ключі шифрування зберігаються в ОЗП під час роботи системи і можуть бути отримані стороннім ПЗ. Крім того, ключі можна дістати з самих модулів ОЗП, методом атаки холодного завантаження.

## FileVault 2.0
Починаючи з версії 10.7.0 використовується система FileVault нового покоління. Окрім покращеного алгоритму шифрування (XTS-AES 128), збільшення швидкодії та підтримки зовнішніх пристроїв, нова версія може зашифрувати весь диск. Також додана нова функція — Instant wipe, що дозволяє повністю видалити з комп'ютера ключі шифрування та безпечно стерти всю інформацію на внутрішніх дисках.